# Andrés Carrascosa Coso

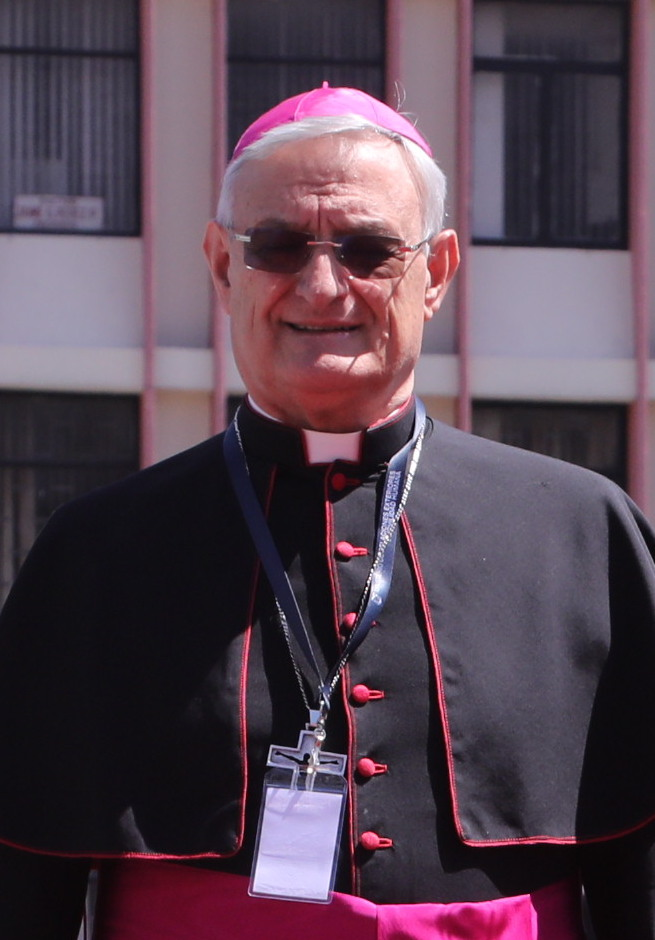
Andrés Carrascosa (2023).

Wappen von Andrés Carrascosa Coso

Andrés Carrascosa Coso (* 16. Dezember 1955 in Cuenca, Spanien) ist ein spanischer Geistlicher, römisch-katholischer Erzbischof und Diplomat des Heiligen Stuhls.

## Leben
Der Bischof von Cuenca, José Guerra Campos, weihte ihn am 2. Juli 1980 zum Priester.
Papst Johannes Paul II. ernannte ihn am 31. Juli 2004 zum Titularerzbischof von Elo und zum Apostolischen Nuntius in der Republik Kongo. Die Bischofsweihe spendete ihm Kardinalstaatssekretär Angelo Sodano am 7. Oktober desselben Jahres; Mitkonsekratoren waren Kurienerzbischof Robert Sarah der Bischof von Cuenca, Ramón del Hoyo López. Am 26. August 2004 berief ihn Johannes Paul II. zudem zum Apostolischen Nuntius in Gabun.
Papst Benedikt XVI. ernannte ihn am 12. Januar 2009 zum Apostolischen Nuntius in Panama. Am 22. Juni 2017 ernannte ihn Papst Franziskus zum Apostolischen Nuntius in Ecuador.